# Maracaiba zuliae
Espèce
Synonymes
- Mabuya zuliae Miralles, Rivas, Bonillo, Schargel, Barros, García-Perez & Barrio-Amorós, 2009

Maracaiba zuliae est une espèce de sauriens de la famille des Scincidae.

## Répartition
Cette espèce est endémique de l'État de Zulia au Venezuela. Elle se rencontre dans les plaines du bassin du lac Maracaibo.

## Étymologie
Cette espèce est nommée en référence au lieu de sa découverte : l'État de Zulia.

## Publication originale
- Miralles, Rivas, Bonillo, Schargel, Barros, García-Perez & Barrio-Amorós, 2009 : Molecular systematics of Caribbean skinks of the genus Mabuya (Reptilia, Scincidae), with descriptions of two new species from Venezuela. Zoological Journal of the Linnean Society, vol. 156, no 3, p. 598-616 (texte intégral).